# Beckenham

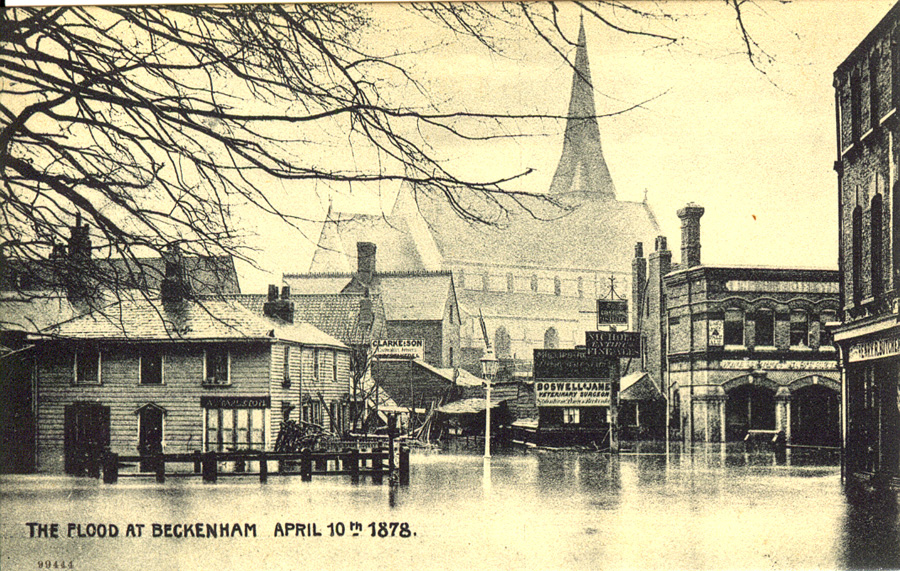
Lũ lụt Beckenham năm 1878

Beckenham là một thành thị nằm trong Khu Bromley của Luân Đôn, Anh. Beckenham nằm cách 8,4 dặm (13,5 km) về phía đông nam Charing Cross và 1,75 dặm (2,8 km) về phía tây thị trấn Bromley. Cho đến khi đường sắt xuất hiện năm 1857, Beckenham là một ngôi làng nhỏ mà xung quanh gần như hoàn toàn là nông thôn. Từ khi một gia đình các doanh nhân bắt đầu xây dựng biệt thự ở đây, dân số tăng vọt từ 2000 đến 26.000 trong thời gian từ 1850-1900 và trong suốt phần còn lại của thế kỷ. Dân số hiện nay là gần 82.000.